# 狗竇小金星介
狗竇小金星介（学名：Microcypris koutouna）为金星介科小金星介屬下的一个种。